# Who put Bella in the Wych Elm?

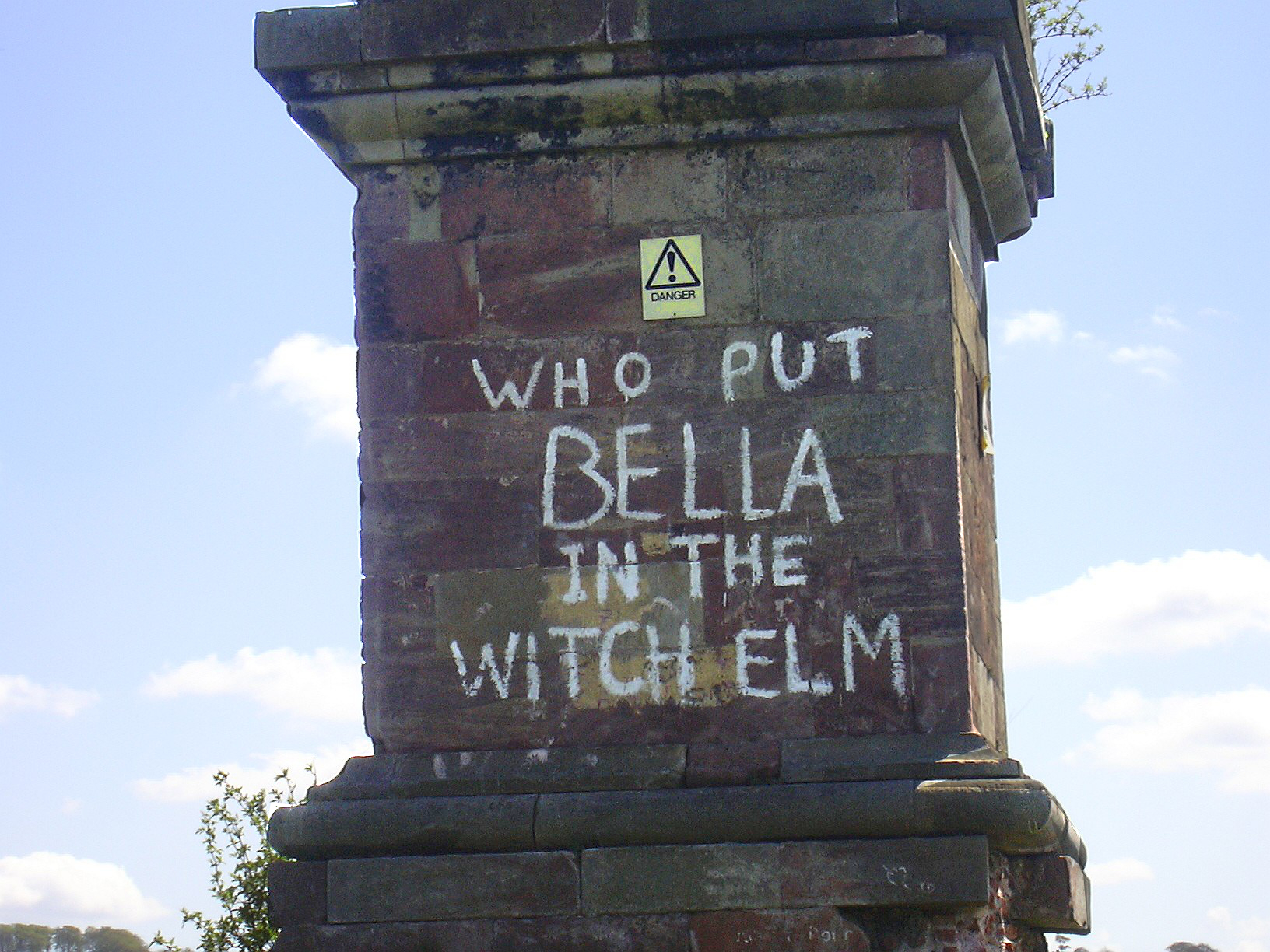
Сучасне графіті нa Обеліск Вічбері, сфотографоване у 2006 році. Оригінальне графіті 1944 року на стіні в Бірмінгемі мало дещо інші формулювання та написання.

Who put Bella in the Wych Elm? або Who put Bella in the Witch Elm? (англ. «Хто поклав Беллу до шорсткого/відьминого в'язу?») — поширена назва нерозкритої справи про вбивство невідомої жінки, скелет якої у 1943 році було виявлено всередині порожнистого дерева в Вустерширі, Англія. Жертва, яка, за оцінками, була вбита в 1941 році, так і не була ідентифікована. Фраза походить від графіті невідомого авторства, що регулярно з'являються у цій місцевості, починаючи з кінця 1943 року (перший виявлений напис виглядав, як «Who put Bella down the Wych Elm»).

## Виявлення тіла
18 квітня 1943 року четверо хлопців із району Геґлі (Роберт Гарт, Томас Віллеттс, Боб Фармер і Фред Пейн) з метою браконьєрства або збору пташиних яєць (джерела суперечливі) проникли на територію Геґлі-Вуд, частині історичного маєтку Геґлі-Голл. Поблизу пагорбу Вічберрі-Гілл вони натрапили на великий гірський в'яз.  У пошуках пташиних гнізд Фармер поліз на дерево і виявив у великому дуплі в гнилому стовбурі череп. Роздивившись волосся та зуби, він зрозумів, що це череп людини, а не якоїсь іншої тварини. Оскільки хлопці перебували на цій території нелегально, вони вирішили нічого не розповідати батькам, але молодший з них, Віллетс, був сильно стривожений знахідкою і повідомив про неї своїх батьків. 

## Слідство

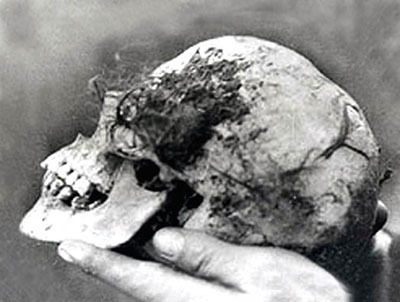
Череп «Белли», 18 квітня 1943.

Обшукавши порожнину у стволі, поліцейські виявили майже повний скелет без кисті однієї руки, а також черевик, позолочену весільну обручку та фрагменти одягу. Череп був цінним доказом, оскільки на ньому збереглися пучки волосся та більшість зубів.  В ході подальших пошуків на деякій відстані від дерева також було знайдено кістки відсутньої руки (доказів її насильницького відокремлення виявлено не було). 
Рештки були відправлені до професора Джеймса Вебстера для проходження судово-медичної експертизи. Вебстер визначив, що вони належали жінці, яка померла щонайменше 18 місяців тому, у жовтні 1941 року або раніше, і що вона мала вік приблизно 35 років.  Очевидних поранень він не виявив, але знайшов шматки тафти, запхані в рот жертви, і припустив, що це може свідчити про смерть від задухи. Вимірявши внутрішню частину стовбура, експерт зробив висновок, що тіло жертви, швидше за все, було покладено туди до того, як настало трупне задубіння. 
За виявленими речами загиблої поліцейські склали опис можливого зовнішнього вигляду жінки, також поліція зв'язалася зі стоматологами з усієї країни, оскільки зуби покійної мали доволі своєрідний прикус, і приблизно за рік до смерті вона відвідувала стоматолога . Втім, ідентифікувати жертву так і не вдалося.
До кінця 1960-х або початку 1970-х років рештки зберігалися у так званому «чорному музеї» міської поліції Бірмінгема. Теперішнє місцезнаходження скелету і результатів розтину невідомі. Поліція закрила справу «Белли» у 2014 році. 

## Графіті
Перед Різдвом 1943 року на одній зі стін на Верхній Дін-стріт у Бірмінгемі з'явився напис крейдою, що стосувався цієї нерозкритої справи: «Who put Luebella down the wych–elm — Hagley Wood».  Надалі в цій місцевості регулярно з'являлися написи «Who put Bella in the wych–elm?». Втім, знаючи можливе ім'я жертви, слідчі все одно не змогли встановити її особу. Принаймні з 1970-х років один з написів присутній на обеліску Вічбері недалеко від місця, де було знайдено тіло: «Who put Bella in the Witch Elm?» (англ. «Хто поклав Беллу до відьминого в'язу?»); його фото наведено на ілюстрації до статті. 

## Теорії
В 1944 році повія з Бірмінгему дала свідчення, що три роки тому зникла без вісті інша повія на ім'я Белла, яка працювала на Геґлі-роуд.  Використання імені «Белла» вказує на можливе знання автором напису особи жертви. 
Друге важливе свідчення було дано в 1953 році Уною Моссоп. Її колишній чоловік Джек Моссоп нібито зізнався членам сім'ї, що це він і голландець на прізвище ван Ралт поклали жінку в стовбур в'яза. Моссоп і ван Релт випивали в пабі «Lyttelton Arms» у Геґлі. З ван Ралтом була якась голландка, що сильно напилася і втратила свідомість в автомобілі. Чоловіки поклали її в стовбур дерева, думаючи, що вона прокинеться вранці, злякається і замислиться над своїм образом життя. Джек Моссоп був госпіталізований до Стеффордської психіатричної лікарні, оскільки йому постійно снилися кошмари, в яких ця жінка дивилася на нього з дупла. Моссоп помер у лікарні ще до того, як тіло було знайдено. Достовірність цього свідчення ставиться під сумнів, оскільки Уна Моссоп не згадувала про цю інформацію більше 10 років після смерті Джека Моссопа. 
Ще одна теорія була представлена в розсекречених матеріалах MI5 стосовно Йозефа Якобса — агента Абвера, який став останньою людиною, страченою в лондонському Тауері (він був розстріляний 15 серпня 1941 року). У 1941 році Якобс був десантований з парашутом у Кембриджширі, але вивихнув ногу під час приземлення, і незабаром після цього був заарештований загоном місцевої оборони. При ньому було знайдено фотографію нібито його коханки — німецької співачки та актриси кабаре на ім'я Клара Бауерле.  За словами Якобса, вона пройшла шпигунську підготовку і могла бути відправлена разом з ним до Англії. Припускалося, що Бауерле і могла бути «Беллою». Втім, ніяких доказів правдивості тверджень Якобса немає; крім того, кілька свідків згадують, що зріст Бауерле становив приблизно 180 см, в той час як «Белла» мала зріст близько 150 см. Зрештою, у серпні 2016 року стало відомо, що Клара Бауерле померла 16 грудня 1942 року в Берліні. 
У 1945 році Марґарет Мюррей, антрополог і археолог з Університетського коледжу Лондона, запропонувала більш нестандартне пояснення. Вона вважала, що відокремлення однієї руки свідчить про ритуал під назвою «Рука Слави», і що «Белла» могла стати жертвою місцевих циган, вбитою для цього окультного ритуалу.  Ця ідея викликала ажіотаж у місцевих засобах масової інформації та змусила слідчих розглянути можливі зв'язки з іншим потенційно ритуальним вбивством, жертвою якого став Чарльз Уолтон у розташованій неподалік парафії Квінтон. Втім, вагомих доказів на підтримку цієї гіпотези знайдено не було. 
У 1953 році було висловлено теорію, що жертвою була голландка на ім'я Кларабелла Дронкерс, і вона була вбита групою німецьких шпигунів, оскільки «знала надто багато». Ця теорія теж не знайшла доказів. 

## На телебаченні і в мистецтві
- В епізоді 4 телевізійної програми 2018 року «Nazi Murder Mysteries» на британському історичному телеканалі Yesterday[en] було показано реконструкцію обличчя[en] «Белли» за фотографіями її черепа, проведену «Лабораторією обличчя» Ліверпульського університету Джона Мурса[en]. [12]
- Історія «Белли» і пов'язаних з нею графіті згадуються у романі ірландської письменниці Тани Френч «Відьомський в'яз» (2019). [13]
- Київський дарк-кантрі гурт «Zwyntar» присвятив цій історії пісню «Белла» з альбому «Тисяча очей» (2023).[14]